# Ак
Ак (фр. Acq) је насељено место у Француској у региону Север-Па де Кале, у департману Па де Кале.
По подацима из 2011. године у општини је живело 622 становника, а густина насељености је износила 127,98 становника/km².

## Демографија
| 1962. | 1968. | 1975. | 1982. | 1990. | 2011. |
| ----- | ----- | ----- | ----- | ----- | ----- |
| 394   | 413   | 412   | 457   | 511   | 622   |